# Urenui
Urenui ist ein Dorf im New Plymouth District der Region Taranaki auf der Nordinsel von Neuseeland.

## Geographie
Urenui befindet sich rund 27 km östlich von New Plymouth an der Küste der North Taranaki Bight. Das Dorf wird von dem Urenui River in zwei Teile geteilt, einem Teil, der direkt an der Küste liegt und dem Teil, der durch ein kleines Inlet von der Küste getrennt liegt. Der New Zealand State Highway 3 führt direkt durch das Dorf und verbindet es über das rund 13 km westlich liegende Waitara mit dem weiter westlich liegende New Plymouth.
Etwa 3 km östlich befindet sich das Urenui Marae, das einzige verbliebene Marae des Iwi Ngāti Mutunga.

## Bevölkerung
Zum Zensus des Jahres 2013 zählte der Ort 426 Einwohner, 0,7 % weniger als zur Volkszählung im Jahr 2006.

## Bildungswesen
Das Dorf hat eine 1876 gegründete Grundschule für die Jahrgangsklassen 1 bis 6. Im Dezember 2016 zählte die Schule 52 Schüler.

## Persönlichkeiten
- Te Rangi Hīroa (1877–1951), Sportler, Chemiker, Arzt, Politiker und Anthropologe; in Urenui geboren.
- Māui Pōmare (1875 oder 1876–1930), Politiker; in Urenui geboren.